# Don't Be Fooled by the Name
Don't Be Fooled by the Name är ett musikalbum av Geordie, utgivet 1974.

## Låtlista
1. "Goin' Down" - 3:36
2. "House of the Rising Sun" - 4:59
3. "So What" - 4:13
4. "Mercenary Man" - 6:17
5. "Ten Feet Tall" - 6:44
6. "Got to Know" - 3:25
7. "Little Boy" - 4:41
8. "Look at Me" - 5:05
9. "Treat Her Like a Lady" - 3:39
10. "Rockin' With the Boys Tonite" - 2:54
11. "Francis Was a Rocker" - 2:56
12. "Red Eyed Lady" - 3:03

## Medverkande
- Brian Gibson - trummor
- Tom Hill - bas
- Brian Johnson - sång
- Vic Malcolm - gitarr, sång